# Гунтрамн
Гунтрамн (Гунтрамн Святой; ок. 530 — 28 марта 592) — король франков в 561—592 годах из династии Меровингов. Гунтрамн был сыном Хлотаря I и Ингунды. Имя Гунтрамн (или Гунтехрамн) переводится с франкского как «Ворон битвы».

## Биография

### Королевство Гунтрамна
После смерти отца Гунтрамну досталась восточная часть бывшего королевства Хлодомира с его столицей Орлеаном. Западная часть этого королевства, включавшая города Шартр, Тур, Пуатье, отошла Хариберту I. Поскольку аннексия королевства бургундов изменила географические границы Франкского государства по сравнению с разделом 511 года (между сыновьями Хлодвига после смерти последнего), Гунтрамн получил также почти всю территорию бургундов, то есть долины рек Роны и Соны, от Вогез на севере, до Альп и морского берега, на юге, а также часть Прованса, с главным городом Арль. Другая часть Прованса с Марселем досталась Сигиберту I.
В целом территории, полученные Гунтрамном, отличались сильной приверженностью к римской традиции и экономическим процветанием, которым были обязаны средиземноморской торговле. Королю надо было только не слишком доверять местной аристократии, всё ещё смотревшей косо на франкское господство, и быть осторожным с епископами, ревниво относившимся к своим прерогативам. Но это были мирные земли для того, кто сумел бы найти к ним подход. А ведь Гунтрамн не был обделён талантами. По свидетельству современников, он был благочестивым, миролюбивым и кротким правителем, хотя и не свободным от вспышек гнева и жестокости. Чтобы добиться любви новых подданных, он для начала назвал своего новорожденного сына Гундобадом в честь великого короля бургундов, одновременно прославленного законодателя и друга епископов. Территория доставшаяся Гунтрамну понемногу усвоила название «Бургундия».

### Конфликт с братом Сигибертом I
В 565 году брат Гунтрамна Сигиберт I, желая захватить Арль, который принадлежал Гунтрамну, послал войска под командованием графа Клермона Фирмина и Адовария. Последние вошли в Арль и потребовали от жителей присягнуть на верность Сигиберту. Войско же Гунтрамна под командованием патриция Цельса, в свою очередь, взяло Авиньон, принадлежащий Сигиберту, а затем осадило Фирмина и Адовария в Арле. Последние предприняли вылазку, но были разбиты и бежали, Гунтрамн завладел Арлем и, по обычной своей доброте, вернул брату Авиньон.

### Столкновения с лангобардами
В 570 или 571 году в Галлию вторглись лангобарды. Против них Гунтрамн послал патриция Амата, недавно сменившего Цельса (согласно «Хронике» Мария Аваншского, патриций Цельс умер в 570 году). В прошедшем сражении бургунды были разбиты; Амат был убит. Лангобарды устроили такую резню среди бургундов, что невозможно было сосчитать число убитых. После чего лангобарды, обремененные добычей, беспрепятственно вернулись в Италию. В 571 или 572 году лангобарды во второй раз вторглись в Галлию и дошли до Мустий Кальмских, что недалеко от города Амбрена, но полководец Гунтрамна Эоний Муммол, получивший титул патриция, выступил против них. Он окружил со своим войском лангобардов, сделал, кроме того, по дорогам засеки и, пользуясь окольными лесными дорогами, напал на них, многих убил, некоторых взял в плен и отправил королю, который приказал содержать их под охраной в разных местах.

### Вторжение саксов
Чуть позднее (самое раннее — в 571 году, самое позднее — весна 574 года) в Галлию вторглись саксы, пришедшие с лангобардами в Италию. (Павел Диакон называет саксов, оказавших помощь лангобардам в их походе в Италию, их старыми друзьями.) Они стали лагерем в области Рье и занялись грабежами. Муммол застал их врасплох и многих уничтожил. Саксы запросили мира. Щедро одарив Муммола, саксы оставили награбленное и пленных, и ушли, предварительно дав обещание, что придут в Галлию, чтобы покориться франкским королям и оказать помощь франкам. Впоследствии саксы ушли из Италии, вернулись на прежнее местожительство и перешли под власть короля Сигиберта. По дороге на родину саксы подошли к Авиньону, где, чтобы прокормиться, собрали урожай хлеба и съели его, ничего не оставив местным жителям. После чего они подошли к берегу Роны, чтобы перейти реку и отдаться во власть короля Сигиберта. Но тут их встретил Муммол и заставил заплатить много тысяч золотых монет за ущерб, учинённый во владениях Гунтрамна. После чего им разрешили переправиться через реку, и они прибыли в Клермон, владение короля Сигиберта.

### Вторжение лангобардов
В 574 году три вождя лангобардов Амон, Забан и Родан вторглись в Галлию. Амон наступал по дороге на Амбрен, дошёл до Авиньона, опустошил Арльскую провинцию, затем продвинулся до самого Каменного поля, что прилегает к Марселю, и увёл оттуда людей и скот. Он осадил Экс, но, получив с жителей выкуп в 22 фунта (ок. 10 кг) серебра, отошёл. Забан, через город Ди, дошёл до Валанса, где стал лагерем. Родан захватил город Гренобль. Муммол выступил против Родана. В происшедшем сражении Родан потерпел полное поражение и сам, раненый копьем, с 500 воинами едва прорвался до Забана, который в то время осаждал город Валанс. После чего два лангобардских вождя с добычей отступили в Амбрён. Муммол выступил им навстречу и разгромил их. Лишь немногие из них вернулись в Италию. Узнав об этом, Амон собрал всю добычу и начал отступать, но сильные снегопады помешали его продвижению. Побросав награбленное, Аммон также ушёл в Италию.

### Отношения с братом Хильпериком I и племянником Хильдебертом II
После убийства Сигиберта I Гунтрамн усыновил своего племянника Хильдеберта II и в конце 575 или в начале 576 года получил половину Марселя за опекунство над Хильдебертом. В дальнейшем Гунтрамн защищал Хильдеберта против своего брата Хильперика I, войска которого были разбиты Муммолом близ Лиможа. В 581 году Хильдеберт нарушил мир с Гунтрамном и вступил в союз с Хильпериком, так как последний обещал отдать после своей смерти королевство Хильдеберту, объясняя это отсутствием у себя сыновей. Хильдеберт потребовал от Гунтрамна вернуть половину Марселя, уступленного тому за опекунство. Гунтрамн ответил отказом, что вызвало раздор между ними. Положение осложнилось и тем, что полководец Гунтрамна Муммол изменил ему и бежал с женой, сыновьями, многочисленными слугами и большим богатством на границу королевства Хильдеберта, в Авиньон. Тут он присоединился к Гундовальду, сыну любовницы Хлотаря I. Этот Гундовальд прибыл из Константинополя и требовал своей доли в наследстве отца. Его поддерживали Византия и австразийская знать.
Хильперик I вторгся во владения Гунтрамна в Аквитании и захватил принадлежащие тому города, но в 583 г. потерпел от него поражение под Буржем и запросил мира. В 584 г. Гунтрамн сам вернул Хильдеберту часть Марселя и возобновил с ним союзные отношения. В том же 584 г. был убит Хильперик I. Гунтрамн прибыл в Париж. Он удостоверился в законнорождённости Хлотаря, признал его своим племянником и королём Нейстрии, взяв мальчика под свою опеку, но Фредегонде оставаться в Париже не позволил, королева была выслана в окрестности Руана. Теперь, когда и в Австразии, и в Нейстрии на тронах сидели малолетние монархи-племянники, старый Гунтрамн оказался вершителем судеб всей Франкской державы.

### Мятеж Гундовальда
Герцог Хильперика Дезидерий, узнав о смерти своего короля, изменил ему, ограбил караван его дочери Ригунты и бежал к Муммолу, с которым он заключил союз. Дезидерий и Муммол провозгласили королём Гундовальда. Затем к ним присоединились герцог Бладаст, майордом Ригунты Ваддон и епископ Сагиттарий. Восставшие захватили Перигё, Тулузу, Ангулем. Гунтрамн двинул против них войско, которое по дороге разграбило Тур и Пуатье, дошло до реки Дордоны и встало там. Гундовальд, услышав, что к нему приближается войско Гунтрамна и, покинутый Дезидерием, перешёл Гаронну и устремился к Коменжу. Войско Гунтрамна осадило Коменж. Бладаст бежал. Муммол, епископ Сагиттарий и Ваддон предали Гундовальда и выдали его людям Гунтрамна, которые его убили. Муммол и епископ Сагиттарий тоже были убиты, а Ваддон бежал и перешёл на службу к королеве Брунгильде. Дезидерий же был прощён Гунтрамном.

### Войны с вестготами
В 586 году Гунтрамн выступил против вестготов в Испанию.
Затем в 589 году Гунтрамн послал войско в Септиманию, но плохо управляемое войско грабило жителей своей же страны, дошло до Каркасона, но из-за сильного урона, учинённого вестготами из засад, повернуло назад. Вестготский король Реккаред I выступил из Испании, занял крепость Кабаре, опустошил большую часть Тулузской области, взял крепость Бокер в Арльской провинции и заперся в городе Ниме. Гунтрамн вручил всю Арльскую провинцию Леодегизилу, подавившему мятеж Гундовальда, с наказом охранять границу. Реккаред I дошёл до Нарбона и захватил большую добычу, но вынужден был вернуться домой в Испанию.

### Анделотский договор
28 ноября 587 г. Гунтрамн и Хильдеберт II заключили, так называемый Анделотский договор. В этом договоре закреплялись вечная дружба, и устанавливалось взаимное наследие в случае бездетности; были обещаны взаимная выдача непокорных лейдов (дружинников) и отказ принимать чужих лейдов; был произведён раздел бывшего королевства Хариберта I и определены границы обоих королевств. За Гунтрамном закреплялись округа городов Парижа, Шатодена, Вандома, Этамна и Шартра, а Хильдеберту отходили территории Мо, Санлиса, Тура, Пуатье, Авронта, Эра, Консеранса, Лабурда и Альби.

### Попытка подчинить Бретань
В 590 г. король Бретани Варош II опустошил окрестности Нанта и Ренна. Гунтрамн послал войско под руководством герцогов Бепполена и Эбрахара в Бретань. Но франкские военачальники не ладили между собой и вели военные действия независимо друг от друга. В результате этого, Бепполен был убит, а его войско попало в болото, где многие утонули. Эбрахар дошёл до Ванна и заключил мир с Варошем. Когда же его войска уходили из Бретани, Варош II забыл о клятве, и послал своего сына Канаона вслед за франками, и тот уничтожил отставшую часть войска Эбрахара. Гунтрамн обвинил Эбрахара, что тот получил взятку от Вароша II и погубил войско и отправил Эбрахара в изгнание.

### Семейные дела Гунтрамна
Гунтрамн сначала избрал своею наложницей Венеранду, служанку одного из своих приближённых. От неё он имел сына Гундобада. Затем, в 565 г. он женился на Маркатруде, дочери франкского герцога Магнахара. 5-летнего сына Гундобада он отправил в Орлеан, но ревнивая Маркатруда, после того как у неё появился собственный сын, отравила его в 566 г. Вскоре, в том же 566 г., Маркатруда потеряла и своего сына-младенца, сражённого каким-то недугом. Всё это вызвало гнев короля. Маркатруда была удалена из дворца и вскоре умерла. В том же 566 г. Гунтрамн женился на Австригильде по прозвищу Бабила, которая родила ему 2-х сыновей Хлотаря и Хлодомира и 2-х дочерей Клотильду и Хлодебергу. В 577 г. Гунтрамн зарубил мечом двух своих шуринов, сыновей покойного Магнахара за то, что они оскорбительно говорили об Австригильде и её детях, а их имущество забрал в казну. В сентябре 580 г. умерла Австригильда. По причине её смерти были умерщвлены и два её лечащих врача. Также в 577 г. умерли от чумы и два сына Гунтрамна — Хлотарь и Хлодомир.
Гунтрамн умер на 31-м году правления 28 марта 592 года и был похоронен в церкви Св. Марцелла в Шалон-сюр-Саоне, в монастыре, который он же и построил. Несмотря на свою жестокость и коварство, умеряемое, впрочем, своего рода добродушием (или, вернее, слабостью характера), «добрый король Гунтрамн» за постоянное покровительство церкви был причислен Римско-Католической Церковью к лику святых (день памяти — 28 марта).